# SSRN
SSRN (engl. Social Science Research Network, dosl. Istraživačka mreža za društvene znanosti) je web-stranica posvećena brzom širenju znanstvenog istraživanja u društvenim i humanističkim znanostima. Projekt su 1994. osnovali Michael Jensen i Wayne Marr. Baza podataka SRRN-a obuhvaća gotovo milijun znanstvenih dokumenata od čega je većina dostupna za slobodno preuzimanje u PDF-u.

## Nastanak i razvoj
SSRN osnovali su 1994. godine Michael Jensen i Wayne Marr, obojica financijski ekonomisti.
2013. godine SSRN je rangiran najvećim spremištem otvorenog pristupa na svijetu, mjereno brojem PDF dokumenata, povratnih veza i Google znalca.
2016. godine je Elsevier (Social Science Electronic Publishing Inc.) kupio SSRN.
2019. godine SSRN nudi preko 900.000 dostupnih znanstvenih radova koje je napisalo gotovo pola milijuna znanstvenika.
Autori imaju mogućnost unijeti svoje akademske radove u PDF formatu na SSRN stranicu i potom su dostupni diljem svijeta putem preuzimanja nakon što unos pregleda služba SSRN-a.

## Vanjske poveznice
- (engl.) Službena stranica SSRN-a